# Entoloma psittacinum
Entoloma psittacinum är en svampart som först beskrevs av Henri Romagnesi, och fick sitt nu gällande namn av E. Horak 1976. Entoloma psittacinum ingår i släktet Entoloma och familjen Entolomataceae.   Inga underarter finns listade i Catalogue of Life.